# بی‌ای‌ئی سیستمز نمرود ام‌آرای۴
بی‌ای‌ئی سیستمز نمرود ام‌آرای۴ (به انگلیسی: BAE Systems Nimrod MRA4) یک هواگرد ساختِ کارخانهٔ بی‌ای‌ئی سیستمز در کشور بریتانیا است. این هواگرد برای نخستین بار در ۲۶ اوت ۲۰۰۴ میلادی مورد استفاده قرار گرفت.